# Doris Day
Doris Day, ursprungligen Doris Mary Ann Kappelhoff, född 3 april 1922 i Cincinnati i Ohio, död 13 maj 2019 i Carmel Valley i Monterey County, Kalifornien, var en amerikansk jazz- och populärsångerska samt skådespelare. Bland Days filmer märks På kryss till Rio (1948), Västerns vilda dotter (1953), Dej ska jag ha! (1955), Mannen som visste för mycket (1956), Jag hatar dej, älskling (1959), En pyjamas för två (1961), Smekmånad på tre (1963) och Spion i trosor (1966). Hon hade även ett eget komediprogram på CBS, The Doris Day Show (1968–1973).

## Biografi
Efter att en tid ha uppträtt som dansös tvingades hon efter en bilolycka 1937 att byta inriktning till att sjunga tillsammans med olika storband. En av hennes orkesterledare föreslog att hon skulle byta namnet Kappelhoff mot Day efter sången "Day after Day" som fanns med i hennes repertoar. Hon lär själv aldrig ha gillat namnet Day, eftersom hon tyckte att det hade en klang av strippa.
Med Les Browns orkester hade hon framgång med flera melodier och hon blev bland annat etta på den amerikanska hit-listan med "Sentimental Journey". 
Senare kom hon att på egen hand få fler listettor, bland annat med huvudtemat i filmen Mannen som visste för mycket (1956) där hon också medverkade. Sången "Que Sera, Sera (Whatever Will Be, Will Be)", från filmen, blev därefter hennes signaturmelodi. Day spelade huvudrollen i ett antal filmer, mestadels komedier och musikaler, under 1950- och 1960-talen. Hon oscarnominerades 1960 för Jag hatar dej, älskling, en av flera filmer i vilken hon spelade mot Rock Hudson.
Doris Day var gift fyra gånger varav i tre fall under kortare tid än fem år. Hennes längsta äktenskap var med producenten Marty Melcher, som vid sin död 1968, efter 17 års äktenskap, visade sig ha slösat bort hennes förmögenhet och skuldsatt Day. Detta tvingade Day, som egentligen dragit sig tillbaka (hon gjorde sin sista filmroll 1968), att ge sig in i TV-branschen med ett eget program, Doris Day Show 1968-1973, för att kunna betala av sina skulder. Day stämde sin tidigare advokat Jerome Bernard Rosenthal, som 1974 dömdes betala över 22 miljoner dollar till Day; efter en förlikning fick hon drygt 6 miljoner dollar. Hon hade tillsammans med Al Jorden sonen Terry Melcher.
År 1978 grundade Doris Day en djurskyddsorganisation.
År 2004 tilldelades Day Frihetsmedaljen, USA:s förnämsta civila utmärkelse, av president George W Bush. Doris Day deltog dock inte själv under ceremonin på grund av flygrädsla. 2011 släppte hon skivan My Heart. Det var hennes första nya studioalbum på 47 år. Mycket av materialet var dock inspelat under 1980-talet.

## Filmografi i urval
- På kryss till Rio (1948)
- Tea for Two (1950)
- Ung man med trumpet (1950)
- Vårflamman (1950)
- Västerns vilda dotter (1953)
- Unga hjärtan (1954)
- Dej ska jag ha! (1955)
- Mannen som visste för mycket (1956)
- Pyjamasleken (1957)
- Kärlekstunneln (1958)
- Jag hatar dej, älskling (1959)
- En röst i dimman (1960)
- Handen på hjärtat (1960)
- Älskling, jag ger mej... (1962)
- En pyjamas för två (1961)
- Sol och vår och kär (1962)
- Smekmånad på tre (1963)
- Skicka inga blommor (1964)
- Spion i trosor (1966)
- Operation Caprice (1967)
- Vad hände när ljuset slocknade? (1968)
- Det ligger en karl i mammas säng (1968)

## Diskografi
Album
- You're My Thrill (1949)
- Tea for Two (1950) (soundtrack)
- Young Man with a Horn (1950) (soundtrack)
- Lullaby of Broadway (1951) (soundtrack)
- On Moonlight Bay (1951) (soundtrack)
- I'll See You in My Dreams (1951) (soundtrack)
- By the Light of the Silvery Moon (1953) (soundtrack)
- Calamity Jane (1953) (soundtrack)
- Young at Heart (1954) (med Frank Sinatra, soundtrack)
- Love Me or Leave Me (1955) (soundtrack)
- Day by Day (1956)
- Day by Night (1957)
- The Pajama Game (1957) (soundtrack)
- Hooray for Hollywood - Volume One (1958)
- Hooray for Hollywood - Volume Two (1959)
- Cuttin' Capers (1959)
- What Every Girl Should Know (1960)
- Show Time (1960)
- Bright and Shiny (1961)
- Duet (1962)
- You'll Never Walk Alone (1962)
- Billy Rose's Jumbo (1962) (soundtrack)
- Annie Get Your Gun (1963)
- Love Him (1963)
- The Doris Day Christmas Album (1964)
- With a Smile and a Song (1964)
- Latin for Lovers (1965)
- Doris Day's Sentimental Journey (1965)
- The Love Album (1994) (inspelat 1967)
- My Heart (2011) (inspelat före 2004)